# Jurij Uryčev
Jurij Olegovič Uryčev (in russo Юрий Олегович Урычев?, traslitterazione anglosassone Yuri Olegovich Urychev; Jaroslavl', 3 aprile 1991 – Jaroslavl', 7 settembre 2011) è stato un hockeista su ghiaccio russo, scomparso nell'incidente aereo che ha coinvolto la Lokomotiv Jaroslavl', squadra della Kontinental Hockey League.

## Palmarès

### Nazionale
- Campionato mondiale di hockey su ghiaccio Under-20: 1

Stati Uniti 2011